# Timothy Yoo
Timothy Yoo est un producteur et animateur américain, spécialisé dans les effets visuels.

## Biographie
Yoo fait partie des studios de la RichCrest Animation Productions en 2003 et est nommé superviseur numérique pour le film Kid's Ten Commandments: A life and Seth Situation. Plus tard, il commence une carrière de producteur et est producteur associé en du film Alpha et Oméga ainsi que du Petit Train Bleu.

## Filmographie
- Comme producteur associé :
  - Alpha et Oméga (2010)
  - Le Petit Train bleu (2011)

- Comme superviseur numérique :
  - Kid's Ten Commandments: A life and Seth Situation (vidéo, 2003)